# (1342) Brabantia
(1342) Brabantia ist ein Asteroid des Hauptgürtels, der am 13. Februar 1935 vom niederländischen Astronomen Hendrik van Gent in Johannesburg entdeckt wurde.
Der Name des Asteroiden ist von der lateinischen Bezeichnung der historischen belgisch-niederländischen Provinz Brabant abgeleitet.